# Alexandra Burghardt
Alexandra Burghardt (n. 28 aprilie 1994, Mühldorf am Inn, Bavaria, Germania) este o sportivă ce a reprezentat Germania, medaliată olimpică. A participat la două ediții ale Jocurilor Olimpice de vară (2020, 2024) în probele de sprint și la o ediție a Jocurilor Olimpice de iarnă (2022) în care a câștigat o medalie de argint în proba de bob de două persoane.

## Realizări
| An                         | Competiție                              | Locație                   | Loc      | Eveniment     | Note     |
| Atletism                   | Atletism                                | Atletism                  | Atletism | Atletism      | Atletism |
| -------------------------- | --------------------------------------- | ------------------------- | -------- | ------------- | -------- |
| 2011                       | Campionatul Mondial de Juniori (sub 18) | Lille, Franța             | 4        | 100 m garduri | 13,42    |
| 2011                       | Campionatul European de Juniori         | Tallinn, Estonia          | 1        | 4×100 m       | 43.42    |
| 2012                       | Campionatul Mondial de Juniori          | Barcelona, Spania         | 19       | 100 m garduri | 14,07    |
| 2012                       | Campionatul Mondial de Juniori          | Barcelona, Spania         | 2        | 4×100 m       | 44,24    |
| 2013                       | Campionatul European de Juniori         | Rieti, Italia             | 9        | 100 m         | 12,07    |
| 2013                       | Campionatul European de Juniori         | Rieti, Italia             | 8        | 4×100 m       | NT       |
| 2015                       | Campionatul European în sală            | Praga, Cehia              | 9        | 60 m          | 7,24     |
| 2015                       | Campionatul European pe Echipe          | Ceboksarî, Rusia          | 2        | 4×100 m       | 43,21    |
| 2015                       | Campionatul European de Tineret         | Tallinn, Estonia          | 2        | 100 m         | 11,54    |
| 2015                       | Campionatul European de Tineret         | Tallinn, Estonia          | 1        | 4×100 m       | 43,47    |
| 2015                       | Campionatul Mondial                     | Beijing, China            | 5        | 4×100 m       | 42,64    |
| 2017                       | Campionatul European în sală            | Belgrad, Serbia           | 6        | 60 m          | 7,19     |
| 2017                       | Ștafetele Mondiale                      | Nassau, Bahamas           | 1        | 4×100 m       | 42,84    |
| 2017                       | Ștafetele Mondiale                      | Nassau, Bahamas           | 2        | 4×200 m       | 1:30,68  |
| 2017                       | Campionatul European pe Echipe          | Villeneuve d'Ascq, Franța | 1        | 4×100 m       | 42,47    |
| 2019                       | Ștafetele Mondiale                      | Yokohama, Japonia         | 3        | 4×100 m       | 43,68    |
| 2021                       | Jocurile Olimpice                       | Tokio, Japonia            | 11       | 100 m         | 11,07    |
| 2021                       | Jocurile Olimpice                       | Tokio, Japonia            | 5        | 4×100 m       | 42,12    |
| 2022                       |                                         |                           |          |               |          |
| Bob                        |                                         |                           |          |               |          |
| Jocurile Olimpice de iarnă | Beijing, China                          | 2                         | bob-2    | 4:04,73       |          |
| Atletism                   |                                         |                           |          |               |          |
| Campionatul Mondial        | Eugene, Statele Unite                   | 31                        | 100 m    | 11,29         |          |
| Campionatul Mondial        | Eugene, Statele Unite                   | 3                         | 4×100 m  | 42,03         |          |
| Campionatul European       | München, Germania                       | 8                         | 200 m    | 23,24         |          |
| Campionatul European       | München, Germania                       | 1                         | 4×100 m  | 42,34         |          |
| 2023                       | Campionatul European în sală            | Istanbul, Turcia          | 7        | 60 m          | 7,24     |
| 2023                       | Campionatul European pe Echipe          | Chorzów, Polonia          | 14       | 200 m         | 23,61    |
| 2024                       | Jocurile Olimpice                       | Paris, Franța             | 3        | 4×100 m       | 41,97    |

1. ↑  Sportiva a participat doar la calificări.